# NGC 4986
NGC 4986 (również PGC 45538 lub UGC 8221) – galaktyka spiralna z poprzeczką (SBb), znajdująca się w gwiazdozbiorze Psów Gończych. Odkrył ją William Herschel 1 maja 1785 roku.